# Chaperiidae
Chaperiidae zijn een familie van mosdiertjes (Bryozoa) uit de orde van de Cheilostomatida. De wetenschappelijke naam ervan is in 1888 voor het eerst geldig gepubliceerd door Jullien.

## Geslachten
- Chaperia Jullien, 1881
- Chaperiopsis Uttley, 1949
- Exallozoon Gordon, 1982
- Exostesia Brown, 1948
- Icelozoon Gordon, 1982
- Larnacicus Norman, 1903
- Notocoryne Hayward & Cook, 1979
- Patsyella Brown, 1948
- Pyrichaperia Gordon, 1982